# Bayou La Batre
Bayou La Batre város az USA Alabama államában, Mobile megyében. Lakosainak száma 2204 fő (2020. április 1.).

## Népesség
A település népességének változása:

| 2010 | 2 558 |
| 2020 | 2 204 |